# Mechelen
Mechelen (în franceză Malines, în germană Mecheln) este un oraș din regiunea Flandra din Belgia. Comuna este formată din localitățile Mechelen, Heffen, Hombeek, Leest, Muizen și Walem. Suprafața totală este de 65,19 km². La 1 ianuarie 2008 comuna avea o populație totală de 33.492 locuitori. 

## Personalități născute aici
- Rembert Dodoens (1517 - 1585), medic, considerat părintele botanicii.

## Localități înfrățite
- Statele Unite ale Americii: Arvada, Colorado;
- China: Chengdu;
- România: Sibiu;
- Bolivia: Sucre;
- Țările de Jos: Helmond;
- Franța: Dijon;
- Maroc: Nador.